# Leslie Grossman
Leslie Erin Grossman (Los Angeles, 25 ottobre 1971) è un'attrice statunitense.

## Biografia
È diventata famosa interpretando il ruolo della teenager Mary Cherry nel telefilm Popular (1999-2001). È cresciuta a Los Angeles e ha frequentato la Crossroads School, un liceo basato sulla recitazione. Il suo primo ruolo lo ha avuto dopo aver raggiunto la maggiore età al Sarah Lawrance College.
È stata nel cast di molti film tra cui: The Opposite of Sex - L'esatto contrario del sesso (1998), Giovani, pazzi e svitati (1998), Girl Band (2000), Miss F.B.I. - Infiltrata speciale (2005), Itty Bitty Titty Committee (2007) e Spring Breakdown (2009).
Ha avuto delle parti anche in telefilm come The Jake Effect, Popular e Le cose che amo di te (2003-2006). Ha fatto anche la guest star in Nip/Tuck, CSI - Scena del crimine, Streghe, Dexter, Da un giorno all'altro, Help Me Help You e Melissa & Joey.
Dal 2017 fa parte del cast principale della pluripremiata serie American Horror Story: nella settima stagione, intitolata Cult, interpreta Meadow Wilton; nell’ottava, Apocalypse, interpreta Coco St. Pierre Vanderbilt; nella nona, 1984, interpreta Margaret Booth; nella decima, Double Feature, interpreta due personaggi, nella prima parte Ursula, mentre nella seconda Calico.
Dal 1999 al 2020 è stata sposata con John Bronson col quale ha avuto una figlia, Goldie. Attualmente è legata al produttore Sascha Penn.

## Filmografia

### Cinema
- The Opposite of Sex - L'esatto contrario del sesso (The Opposite of Sex), regia di Don Roos (1998)
- Giovani, pazzi e svitati (Can't Hardly Wait), regia di Harry Elfont e Deborah Kaplan (1998)
- Miss F.B.I. - Infiltrata speciale (Miss Congeniality 2: Armed & Fabulous), regia di John Pasquin (2005)
- Correndo con le forbici in mano (Running with Scissors), regia di Ryan Murphy (2006)
- Itty Bitty Titty Committee, regia di Jamie Babbit (2007)
- Spring Breakdown, regia di Ryan Shiraki (2009)

### Televisione
- Girl Band - film TV (2000)
- Popular - serie TV, 43 episodi (1999-2001)
- Da un giorno all'altro (Any Day Now) - serie TV, episodio 4x20 (2002)
- Streghe (Charmed) - serie TV, episodio 4x22 (2002)
- CSI - Scena del crimine (CSI: Crime Scene Investigation) - serie TV, episodio 3x14 (2003)
- Le cose che amo di te (What I Like About You) - serie TV, 66 episodi (2003-2006)
- The Jake Effect - serie TV, 7 episodi (2006)
- Help Me Help You - serie TV, episodio 1x10 (2006)
- Up All Night - film TV (2007)
- Nip/Tuck - serie TV, episodi 1x06-5x06-5x12 (2003-2008)
- Grey's Anatomy - serie TV, episodio 5x09 (2008)
- Trust Me - serie TV, episodio 1x06 (2009)
- 10 cose che odio di te (10 Things I Hate About You) - serie TV, 6 episodi (2009-2010)
- Dexter - serie TV, episodio 5x11 (2010)
- Hot in Cleveland - serie TV, episodio 2x05 (2011)
- Outsourced - serie TV, episodio 1x19 (2011)
- Better with You - serie TV, episodio 1x17 (2011)
- Melissa & Joey - serie TV, episodio 1x18 (2011)
- Drop Dead Diva - serie TV, episodio 3x09 (2011)
- The New Normal - serie TV, episodio 1x01 (2012)
- Scandal - serie TV, episodi 1x01-1x05-2x02 (2012)
- Vicini del terzo tipo (The Neighbors) - serie TV, episodio 1x03 (2012)
- Whitney - serie TV, episodio 2x09 (2013)
- Major Crimes - serie TV, episodio 2x11 (2013)
- Sean Saves the World - serie TV, episodio 1x10 (2014)
- Modern Family - serie TV, episodio 5x13 (2014)
- 2 Broke Girls - serie TV, episodio 5x02 (2015)
- Nicky, Ricky, Dicky & Dawn - serie TV, episodi 2x11-2x12 (2015)
- Nonno all'improvviso (Grandfathered) - serie TV, episodio 1x12 (2016)
- The Soul Man - serie TV, episodio 5x03 (2016)
- Faking It - Più che amiche (Faking It) - serie TV, episodi 3x05-3x10 (2016)
- Dottoressa Peluche (Doc McStuffins) - serie TV, episodio 4x06 (2016)
- Love - serie TV, episodio 2x02 (2017)
- Speechless - serie TV, episodio 1x18 (2017)
- Girlfriends' Guide to Divorce - serie TV, episodio 4x04 (2017)
- The Good Place - serie TV, 3 episodi (2017-2018)
- American Horror Story - serie TV (2017-in corso)
- Black-ish - serie TV, episodio 4x17 (2018)
- The Goldbergs - serie TV, 2 episodi (2019-2020)
- Love, Victor - serie TV, 4 episodi (2020-2021)
- Monsters: la storia di Lyle ed Erik Menendez (Monsters: The Lyle and Erik Menendez Story) - miniserie TV, 6 episodi (2024)

## Doppiatrici italiane
Nelle versioni in italiano delle opere in cui ha recitato, Leslie Grossman è stata doppiata da:
- Alessandra Korompay in Le cose che amo di te, Dexter, Modern Family, American Horror Story, Love, Victor
- Valentina Mari in Popular
- Tatiana Dessi in CSI - Scena del crimine
- Beatrice Caggiula in Nip/Tuck
- Camilla Gallo in Scandal
- Michela Alborghetti in Major Crimes
- Antonella Alessandro in The Good Place
- Paola Majano in Love
- Laura Cosenza in Goliath
- Tiziana Avarista in Monsters: la storia di Lyle ed Erik Menendez
- Ilaria Latini in Nobody Wants This